# Jordan Hubbard
Jordan K. Hubbard (ur. 8 kwietnia 1963 w Honolulu) – programista amerykański, współzałożyciel projektu pracującego nad systemem FreeBSD.

## Życiorys
Urodził się na Hawajach. Dorastał w San Francisco, jednak przez większość życia przeprowadzał się z rodziną do różnych miast. Ukończył jedynie college, po którym natychmiast rozpoczął pracę programisty.
W 1988 pracując dla Ardent Computer Corporation w oparciu o kod uwm, ówczesnego standardowego menadżera okien w Xwindow stworzył awm – rozprowadzany potem na stacjach roboczych TITAN. awm znalazł się także na taśmie z dodatkowym oprogramowaniem dla X11R3.
Jordan – w świecie BSD znany jako jkh – był jednym z ostatnich opiekunów zestawu łatek do 386BSD znanego jako 386BSD Patchkit. W 1993, gdy los tego systemu stawał się coraz bardziej niejasny, rozpoczął prace nad FreeBSD razem z Natem Williamsem i Rodem Grimesem. Jest pierwotnym autorem systemu zarządzania oprogramowaniem we FreeBSD, znanego jako pakiety i porty.
Przez lata pełnił także różne funkcje w ramach projektu i tzw. Core Teamu, grupy nim zarządzającej. Był m.in. rzecznikiem, głównym inżynierem wydań, administratorem serwerów, a przede wszystkim programistą.
W lipcu 2001 został zatrudniony przez Apple Computer jako kierownik oddziału pracującego nad technologią BSD w ramach systemu Darwin/OS X. W oparciu o swe doświadczenia stworzył dla Darwina tzw. DarwinPorts (obecnie MacPorts), których celem jest przenoszenie do tego systemu wolnodostępnych narzędzi ze świata Uniksa. 30 kwietnia 2002 zrezygnował z członkostwa w Core Team zarządzającym projektem FreeBSD. W 2013 odszedł z Apple, aby zostać dyrektorem technicznym firmy iXsystems.